# Аниак (аэропорт)

Аэропорт Аниак (англ. Aniak Airport), (ИАТА: ANI, ИКАО: PANI, FAA LID: ANI) — государственный гражданский аэропорт, расположенный на реке Кускоквим в городе Аниак (Аляска), США.

## Операционная деятельность
Аэропорт Аниак располагается на высоте 27 метров над уровнем моря и эксплуатирует две взлётно-посадочные полосы:
- 10/28 размерами 1829 x 46 метров с асфальтовым покрытием;
- 5W/23W размерами 914 х 122 метров для обслуживания гидросамолётов.